# Adolf Schön
Adolf Schön (8 de abril de 1906-2 de agosto de 1987) fue un deportista alemán que compitió en ciclismo en la modalidad de pista. Ganó una medalla de bronce en el Campeonato Mundial de Ciclismo en Pista de 1937, en la prueba de medio fondo.

## Medallero internacional
| Campeonato Mundial | Campeonato Mundial     | Campeonato Mundial | Campeonato Mundial |
| Año                | Lugar                  | Medalla            | Competición        |
| ------------------ | ---------------------- | ------------------ | ------------------ |
| 1937               | Copenhague (Dinamarca) | Medalla de bronce  | Medio fondo (P)    |

## Palmarés
- 1931
  - 1.º en los Seis días de Colonia, con Karl Göbel
  - 1.º en los Seis días de Dortmund, con Jan Pijnenburg
  - 1.º en los Seis días de Berlín, con Jan Pijnenburg
- 1932
  - 1.º en los Seis días de Frankfurt, con Oskar Tietz
- 1933
  - 1.º en los Seis días de Bruselas, con Jan Pijnenburg
  - 1.º en los Seis días de Dortmund, con Paul Buschenhagen
  - 1.º en los Seis días de Colonia, con Karl Göbel
- 1936
  - 1.º en los Seis días de París, con Kees Pellenaars
- 1937
  - Campeón de Alemania de medio fondo